# Rhabdogyna

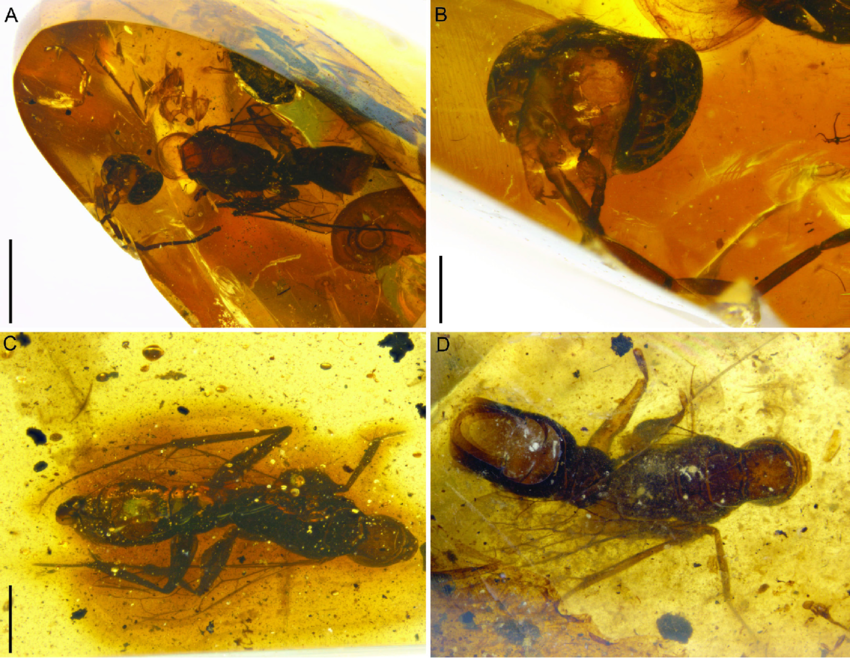
Especies de Rhapidogyna

Rhabdogyna es un género de arañas araneomorfas de la familia Linyphiidae. Se encuentra en Chile.

## Lista de especies
Según The World Spider Catalog 12.0:
- Rhabdogyna chiloensis Millidge, 1985
- Rhabdogyna patagonica (Tullgren, 1901)